# Thuidium trachypodum
Thuidium trachypodum là một loài Rêu trong họ Thuidiaceae. Loài này được Bosch & Sande Lac. miêu tả khoa học đầu tiên năm 1865.